# Дина Благојевић
Дина Благојевић (рођена 15. марта 1997.) је српска фудбалерка, која игра на позицији везног играча и наступа за женску фудбалску репрезентацију Србије.

## Каријера
Дина Благојевић је ограничена на репрезентацију Србије, и појављује се за тим током ФИФА квалификације за светски куп за жене (2019).